# Mistrzostwa Europy w Lekkoatletyce 2010 – bieg na 5000 m kobiet
Bieg na 5000 metrów kobiet – jedna z konkurencji rozegranych podczas lekkoatletycznych mistrzostw Europy na Estadi Olímpic Lluís Companys w Barcelonie.
Bieg finałowy wygrała reprezentantka Turcji Alemitu Bekele, w 2013 odebrano jej złoty medal z powodu dopingu. Z tego samego powodu zdyskwalifikowano jej rodaczkę Meryem Erdoğan (7. na mecie).

## Terminarz
| Data       | Godzina |       |
| ---------- | ------- | ----- |
| 1 sierpnia | 20:40   | Finał |

## Rezultaty
| Poz. – pozycja \| CR – rekord mistrzostw \| NR – rekord kraju \| PB – rekord życiowy \| DNS – nie wystartował \| DNF – nie ukończył |
| SB – najlepszy wynik w sezonie \| EL – najlepszy wynik w tym sezonie w Europie                                                      |

### Finał
| Poz. | Zawodnik                    | Reprezentacja | Czas     | Uwagi |
| ---- | --------------------------- | ------------- | -------- | ----- |
|      | Elvan Abeylegesse           | Turcja        | 14:54,44 | CR    |
|      | Sara Moreira                | Portugalia    | 14:54,71 | PB    |
|      | Jéssica Augusto             | Portugalia    | 14:58,47 | SB    |
| 4.   | Marija Konowałowa           | Rosja         | 15:08,84 |       |
| 5.   | Elena Romangolo             | Włochy        | 15:14,40 | SB    |
| 6.   | Jelizawieta Grieczisznikowa | Rosja         | 15:16,19 |       |
| 7.   | Sabine Fischer              | Szwajcaria    | 15:19,80 | PB    |
| 8.   | Anikó Kálovics              | Węgry         | 15:29,44 | SB    |
| 9.   | Olga Gołowkina              | Rosja         | 15:31,11 |       |
| 10.  | Judith Plá                  | Hiszpania     | 15:35,01 |       |
| 11.  | Karoline Bjerkeli Grøvdal   | Norwegia      | 15:41,42 |       |
| 12.  | Krisztina Papp              | Węgry         | 15:52,83 |       |
| 13.  | Ragnhild Gravberg           | Norwegia      | 15:59,80 |       |
| 14.  | Gema Barrachina             | Hiszpania     | 16:00,51 |       |
| 15.  | Roxana Barca                | Rumunia       | 16:06,10 |       |
|      | Lidia Chojecka              | Polska        | DNF      |       |
|      | Wolha Kraucowa              | Białoruś      | DNF      |       |
| DQ   | Alemitu Bekele Degfa        | Turcja        | 14:52,20 | (CR)  |
| DQ   | Meryem Erdoğan              | Turcja        | 15:14,92 | (PB)  |